# Брейди, Стивен
Стивен Брейди (англ. Stephen Brady; род. 12 марта 1967) — ирландский шахматист.
Научился играть в шахматы в семилетнем возрасте.
Многократный чемпион Ирландии. В составе сборной Ирландии участник трёх Олимпиад (1990—1992, 1996) и трёх командных чемпионатов Европы (1989—1992, 2001).

## Изменения рейтинга
| Графики недоступны из-за технических проблем. См. информацию на Фабрикаторе и на mediawiki.org. |